# Conti di Perche

Stemma dei conti di Perche

Il titolo di conti di Perche era legato ad una contea medievale situata tra la Normandia e il Maine. 
Ebbe indipendenza di governo fino al 1226, anno in cui passò sotto il dominio diretto della corona francese. La contea venne annessa a quella di Alençon e dal 1325 entrambe le contee vennero rette da un ramo cadetto dei Valois. Alla morte senza figli dell'ultimo duca di Alençon nel 1525, il territorio tornò ancora una volta alla corona e solo sporadicamente ne venne di nuovo concesso il governo ad altri.

## Signori di Mortagne-au-Perche, Signori di Nogent-le-Rotrou e visconti di Châteaudun
I signori di Perche vennero inizialmente indicati con il nome di Signori di Mortagne-au-Perche, fino a quando Routrou II assunse nel 1126 il titolo di conte unendo così la Signoria di Mortagne-au-Perche, la Signoria di Nogent-le-Rotrou e il Viscontado di Châteaudun in un'unica contea.

### Signori di Mortagne-au-Perche
- Hervé I (941-955)
- Hervé II (974-980)

### Signori di Nogent
- Rotrou (960-996)
- Mélisende, figlia di Rotrou e moglie di Fulcois

### Signori e conti di Mortagne e Nogent
- Fulcois (circa 1000)
- Goffredo (?-1041), visconte di Châteaudun e signore di Nogent e di Mortagne
- Ugo I (?-1077/1180), visconte di Châteaudun e signore di Nogent e conte di Mortagne
- Rotrou II di Perche (1025 circa-1080), visconte di Châteaudun e signore di Nogent e conte di Mortagne

## Conti di Perche

### Casato di Châteaudun
- Goffredo III (?-1110), conte di Mortagne
- Rotrou III di Perche (prima del 1080-1144) detto Il Grande, conte di Mortagne e di Perche
- Rotrou IV (?-1191), figlio di Rotrou III e di Matilde, figlia illegittima di Enrico I d'Inghilterra
- Goffredo IV (?-1202), conte di Perche
- Tommaso (?-1217), conte di Perche
- Guglielmo II (?-1226), vescovo di Châlons-en-Champagne, conte di Perche

La contea torna sotto la corona francese e successivamente viene a far parte della Contea di Alençon

### Casato di Valois
- Carlo II di Alençon (1325-1346)
- Roberto di Alençon (1346-1377)
- Pietro II di Alençon (1377-1404)
- Giovanni I di Alençon (1404-1415)
- Giovanni II di Alençon (1415-1474)

Dal 1474 al 1478 la contea venne confiscata dalla corona ma poi tornò ai conti Alençon.
- Renato di Alençon (1478-1492)
- Carlo IV di Alençon (1492-1525)
- Margherita di Navarra (1525-1549)

Dopo la morte di Margherita di Navarra, sposa di Carlo IV, la contea tornò alla corona; il titolo di duca di Perche venne concesso dal re alcune volte.

## Duchi di Perche

### Casato di Valois
- Francesco Ercole di Valois (1566–1584)

### Casato di Borbone
- Luigi di Borbone (1771–1814)

## Titolo inglese
- Humphrey Stafford, I duca di Buckingham, venne creato conte di Perche nel 1431 da Enrico VI d'Inghilterra, re titolare di Francia.
- Thomas Montacute, IV conte di Salisbury, nel 1419 come parte della politica di Enrico V d'Inghilterra di intestare titoli normanni ai suoi nobili.[1]
- Thomas Beaufort, nel dicembre 1427, ma il titolo era cointestato con Giovanni II d'Alençon.